# Dekanat bukowski
Dekanat bukowski – jeden z 43 dekanatów archidiecezji poznańskiej, składa się z dziewięciu parafii:
- parafia pw. św. Stanisława Biskupa-Sanktuarium Matki Bożej Bukowskiej-Literackiej (Buk - Szewce),
- parafia pw. św. Katarzyny (Dakowy Mokre),
- parafia pw. Zmartwychwstania Pańskiego (Kuślin),
- parafia pw. Najświętszej Maryi Panny i Wszystkich Świętych (Michorzewo),
- parafia pw. św. Wawrzyńca (Niepruszewo - Więckowice - Otusz),
- parafia pw. św. Józefa (Opalenica),
- parafia pw. św. Mateusza (Opalenica),
- parafia pw. Niepokalanego Serca Najświętszej Maryi Panny i św. Wojciecha (Sędziny),
- parafia pw. św. Brata Alberta Chmielowskiego (Wojnowice - Niegolewo).

Dekanat sąsiaduje z dekanatami:
- przeźmierowski,
- szamotulski,
- pniewski
- lwówecki,
- grodziski,
- stęszewski.

Administracyjnie dekanat znajduje się na obszarze miast Buk i Opalenica, gminy Buk, gminy Opalenica, wschodniej części gminy Kuślin i prawie całego obszaru gminy Dopiewo.

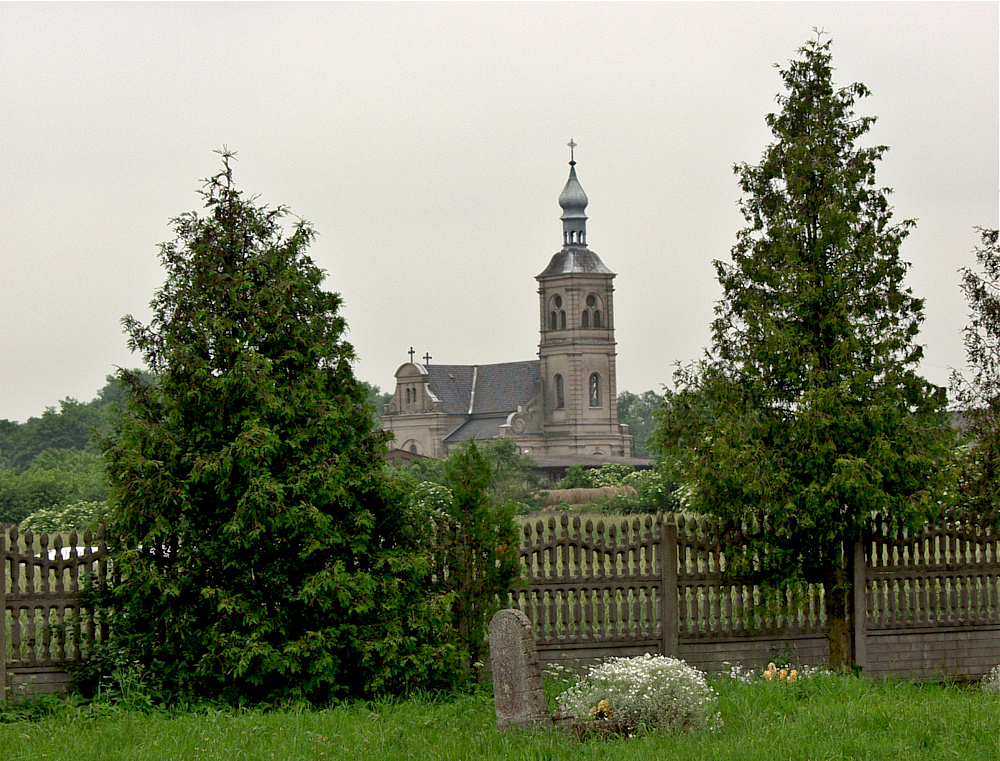
Kościół w Dakowach Mokrych
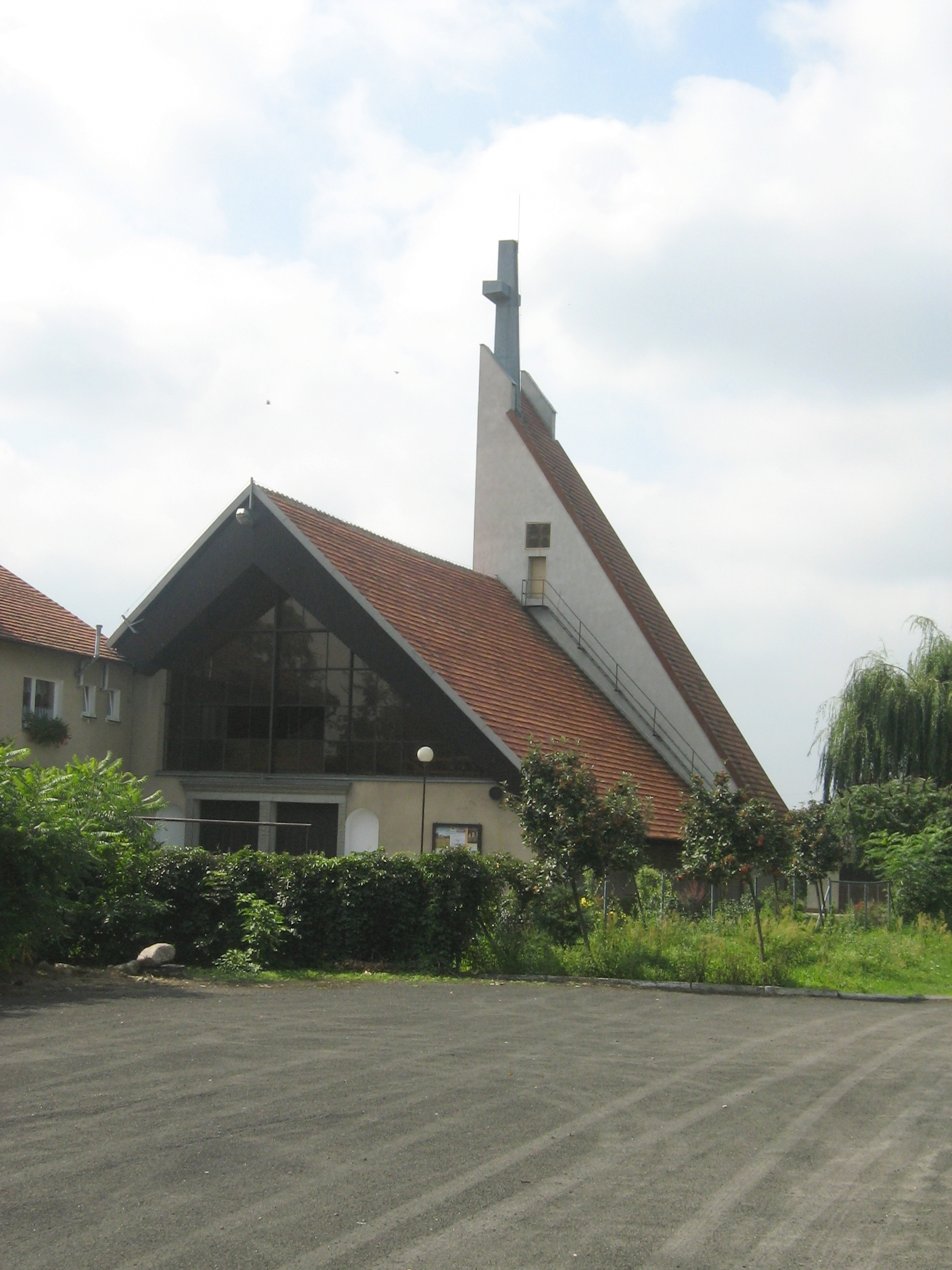
Kościół w Wojnowicach
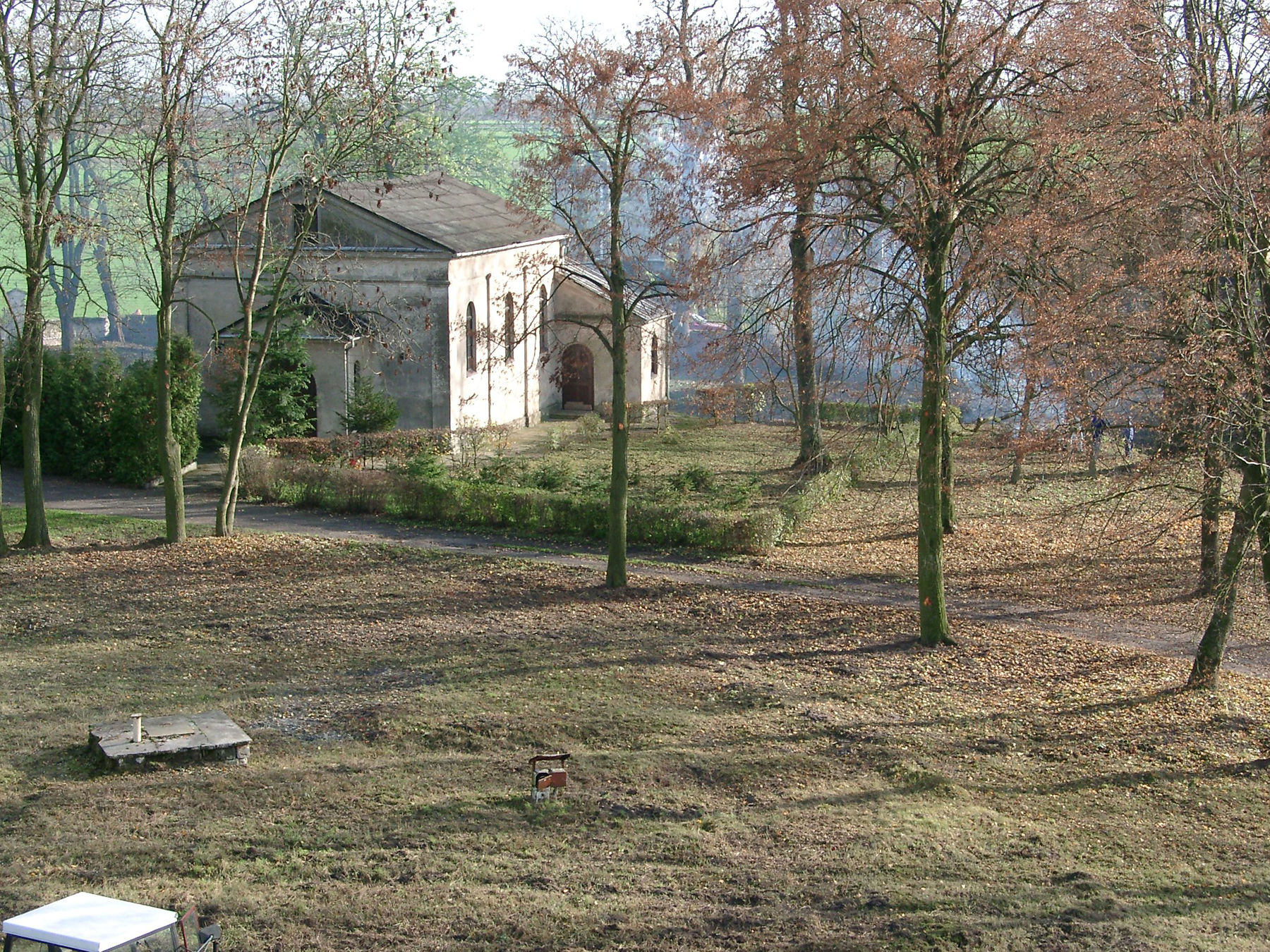
Kaplica św. Anny w Niegolewie